# 熾熱塵埃遮蔽星系

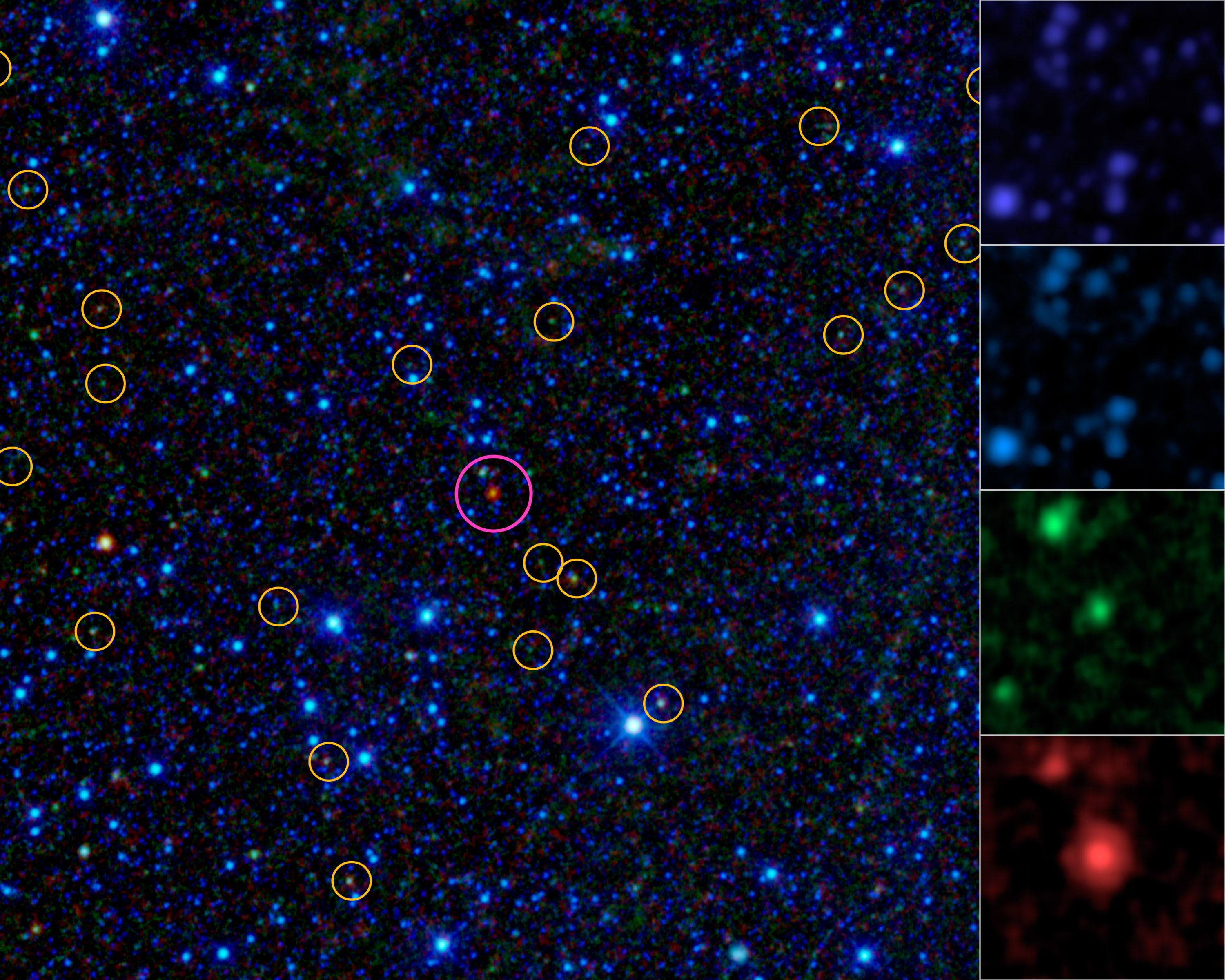
WISE觀測到的一個熾熱、塵埃遮蔽的星系。

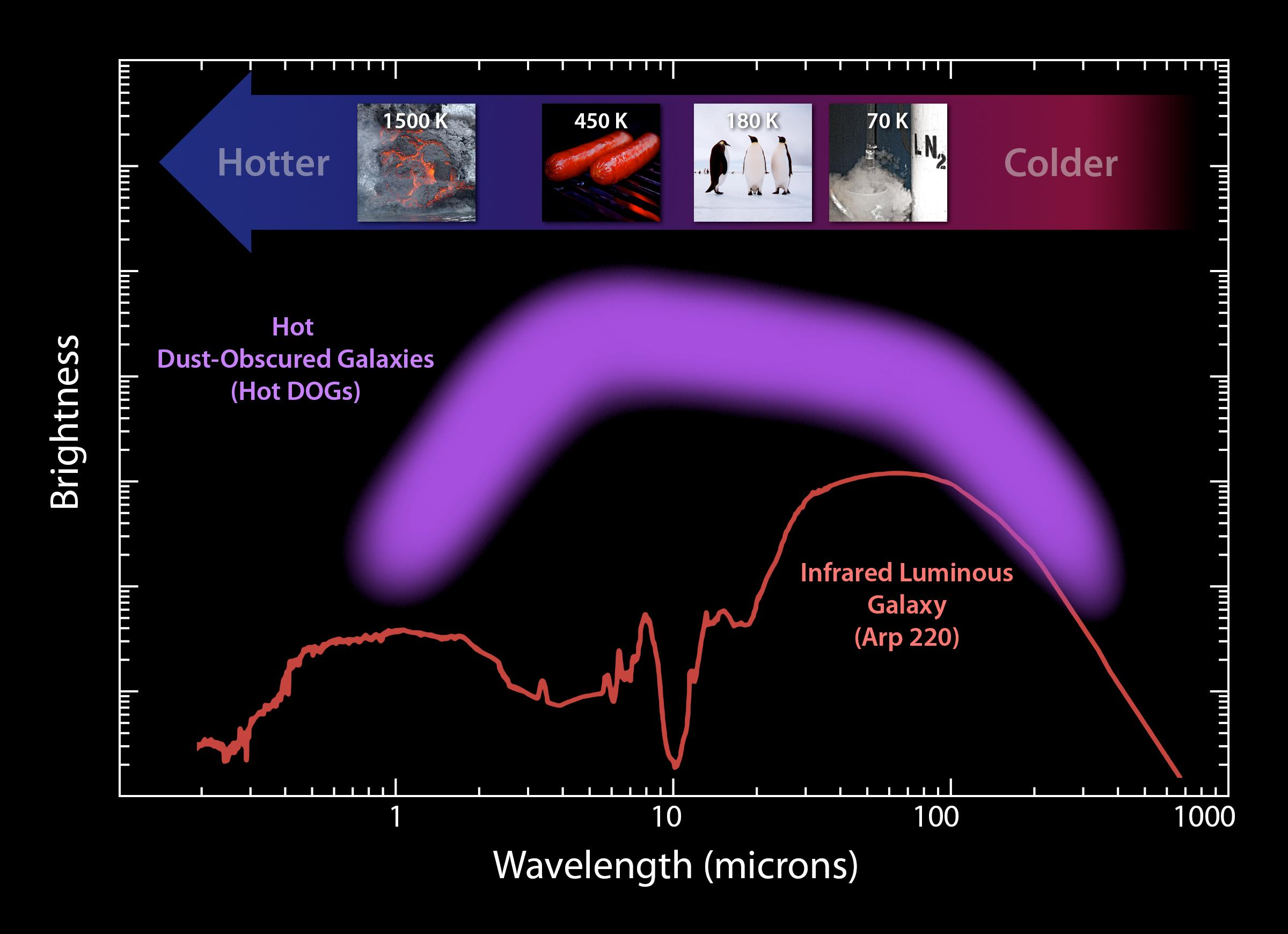
熾熱塵埃遮蔽星系的光度圖和一個典型的亮紅外星系。

熾熱塵埃遮蔽星系或暱稱為熱狗星系是一種罕見的類星體。這種星系的中心黑洞發射出大量的輻射，加熱流入的塵埃和氣體，釋放出紅外線的速率大約是銀河系的1,000倍，使這些星系成為宇宙中最亮的星系之一。然而，周圍塵埃的密度很大，使大部分光線都被遮蔽了。它們的平均溫度在60至120 K（−213至−153 °C；−352至−244 °F），明顯高於平均的星系溫度30至40 K（−243至−233 °C；−406至−388 °F）。它們集中在中心黑洞的質量比例似乎也比一般的星系要高得多。
研究人員認為熾熱塵埃遮蔽星系可能代表了星系演化的一個階段，在這個階段，中心黑洞捕獲物質的速度比新恆星形成的速度快，然而這種快速吸收所產生的輻射壓力正將周圍的大部分物質推開。黑洞最終將清除其影響所及範圍內過量的塵埃和氣體，使其成為一個規則的、可見的星系。
廣域紅外線巡天探測衛星(WISE)在2010年首度探測到這種天體，而且在它所觀測過的3,000個類星體中，只有一個是這種類型。因為在WISE的W1(3.4μm)和W2(4.6μm)的觀測帶中它是微弱或看不見的，因此吳與它的夥伴(2012年)稱它為" W1W2-dropouts"。

## 外部連結
- 维基共享资源上的相關多媒體資源：熾熱塵埃遮蔽星系